# Stefan Winter (Bauingenieur)
Stefan Winter (* 1959)  ist ein deutscher Bauingenieur und Hochschullehrer mit dem Arbeitsschwerpunkt Holzbau.

## Ausbildung und Beruf
Nach seiner Lehrzeit im Zimmererhandwerk studierte Stefan Winter bis zum Abschluss als Diplomingenieur 1987 Bauingenieurwesen an der Technischen Universität München und der Technischen Universität Darmstadt.
Nach der sich anschließenden wissenschaftlichen Tätigkeit im Bereich Bauwesen an der TU Darmstadt leitete Winter ab 1990 das Institut des Zimmerer- und Holzbaugewerbes in Darmstadt, bis er 1993 das Konstruktionsbüro bauart gründete. 1998 promovierte er an der TU Darmstadt zum Dr.-Ing.  Die Universität Leipzig berief  ihn 2000 auf den Lehrstuhl für Stahlbau und Holzbau. 2003 wechselte er auf den Lehrstuhl für Holzbau und Baukonstruktion an der Technischen Universität München. Von 2009 bis 2012 war er zusätzlich zu seinen Aufgaben in Deutschland Gastprofessor im Finland Distinguished Professor Programme (FiDiPro) an der Aalto-Universität in Helsinki.
Stefan Winter ist Mitglied von Normenausschüssen zu Holzwerkstoffen, Holzbau, Holzschutz und Brandschutz des Deutschen Instituts für Normung (DIN). Als deutscher Delegierter im Europäischen Komitee für Normung (CEN) arbeitet er an europäischen Normen zu Holz und seinen Anwendungen.

## Forschungs- und Arbeitsgebiete
Der konstruktive Holzbau ist das Zentrum von Stefan Winters wissenschaftlicher und praktischer Arbeit. Dabei interessieren ihn vornehmlich die Möglichkeiten vielgeschossiger Holzbauten. Ein besonderes Augenmerk legt er auf den Brandschutz. Winter befasst sich neben der Konstruktion mit  Materialeigenschaften der Baustoffe, Fragen der Dauerhaftigkeit und der Umweltbilanz von Holzbauten.
Für die Tragwerksplanung des Ingeborg Ortner-Kinderhauses Garching erhielt Stefan Winters Ingenieurbüro bauart 2010 den ersten Preis des Holzbaupreises Bayern, der an Bauherrn, Architekten und Bauingenieure  gleichermaßen geht.
Für Stefan Winter ist Holz aufgrund seiner Ökobilanz, insbesondere seiner Rolle als Kohlenstoffspeicher, aber auch aufgrund seiner bauphysikalischen Eigenschaften, etwa seines positiven Einflusses auf das Raumklima, „[...] der Baustoff  Nr. 1 für die Welt von morgen“. Dabei hält Winter Holz für alle Hochbauwerke als geeignet, also auch für Hochhäuser, Brücken, Türme und Hallenbauwerke. Von besonderer Wichtigkeit ist für ihn zielgerichtete Forschung um den besonderen Anforderungen des Baustoffes Holz gerecht zu werden, Forschung vor allem zum Feuchtigkeitsschutz, zum Schutz vor Schädlingen und zum Brandschutz.
Seit 2015 hat Stefan Winter den Vorsitz des Normungsgremiums CEN/TC 250/ SC 5 zur Überarbeitung der Norm EN 1995 (die zweite Generation der Eurocode 5 Reihe).

## Auszeichnungen und Preise
- 2010: Holzbaupreis Bayern für Kinderhaus, Garching (Architekt: Hermann Kaufmann)
- 2011: Schweighofer Prize, der Europäische Innovationspreis für die Forst- und Holzwirtschaft[9]

## Schriften (Auswahl)
- Mit Christoph Hubweber und Hans Petrik: Volldämmung von Altdächern – technische Regeln bei unterschiedlichen Dachdeckungen außer Dachsteindeckungen. Fraunhofer IRB-Verlag, Stuttgart 1995, ISBN 978-3-8167-4209-8.
- Untersuchungen zum Tragverhalten von Profilverbundstützen aus hochfestem Feinkornbaustahl StE 460 bei Normaltemperatur und im Brandfall, Dissertation Technische Universität Darmstadt 1998.
- mit Hermann Kaufmann und Stefan Krötsch: Atlas mehrgeschossiger Holzbau. Detail, München 2017, ISBN 978-3-95553-353-3 (dritte Auflage 2022; englisch 2017 und 2022)
- mit Oliver Fischer und Werner Lang: Hybridbau – Holzaußenwände. Detail, München 2019, ISBN 978-3-95553-478-3.
- Als Herausgeber: Holzbau-Taschenbuch – Grundlagen, 10. Auflage. Ernst & Sohn, Berlin 2021, ISBN 978-3-433-01805-7.
- mit Martin Danzer und Philipp Dietsch: Verhalten verstärkter Brettschichtholzbauteile unter Schwindbeanspruchung. Fraunhofer IRB-Verlag, Stuttgart 2020, ISBN 978-3-7388-0506-2.